# INS Ganga (F22)
Pour les articles homonymes, voir Ganga.
Le INS Ganga (F22) est une frégate anti-missile de la Marine indienne de classe Godavari. Elle emporte un système de défense antimissiles diversifié et des hélicoptères Sea King Mk.42B.
Il participa à la Force de maintien de la paix des Nations unies en Somalie dans le cadre de l'UNOSOM II en décembre 1994.